# Скорбященська церква (Ростов-на-Дону)
Скорбященская церква (рос. Скорбященская церковь) — православний храм, побудований 1893 року в Ростові-на-Дону при Петропавлівській богадільні. Стояв на розі сучасних Будьонівського проспекту і вулиці Червоноармійської. Після приходу радянської влади храм було знесено.

## Історія
Згідно зі спогадами будівельника Ростовської фортеці А. В. Рігельмана, дві богадільні засновано у фортеці в 1768 році. Ще одну богадільню засновано не пізніше 1805 року, і в 1824 році її об'єднали з лікарнею.
У другій половині XIX століття було прийнято рішення про будівництво в місті нової богадільні. 24 жовтня 1879 року для богадільні відведено будівлю. Її було вирішено назвати Петропавлівською на честь Новоросійського і Бессарабського генерал-губернатора Павла Євстафієвича Коцебу. Купець 2-гільдії Гаврило Ілліч Шушпанов влаштував в одній із кімнат богадільні тимчасовий храм, його ж обрали першим старостою храму. 11 травня 1889 року ростовська міська дума дала дозвіл на будівництво окремого храму при богадільні. Проект храму розробив міський архітектор Дорошенко. Кошти на будівництво храму пожертвував Шушпанов. Храм відкрито 1893 року.
Основний престол храму був освячений на честь ікони Божої Матері «Всіх Скорботних Радість». В 1899 році в храмі облаштовано другий престол в ім'я Пантелеймона Цілителя. Назви престолів було вибрано, зважаючи на призначення храму. Старостою храму з 1900 року був потомствений почесний громадянин Іван Трифонов.
Після 1920 року богадільню закрили. Храм став парафіяльним і деякий час діяв, але незабаром його теж закрили і знесли. Поруч з місцем, де стояв храм, у 1931—1934 роках побудовано готель «Ростов».